# Distenia sallaei
Distenia sallaei là một loài bọ cánh cứng trong họ Cerambycidae.